# Amqui
Amqui es una ciudad de la provincia de Quebec, Canadá. Está ubicada en el municipio regional de condado (MRC) de La Matapédia y a su vez, en la región administrativa de Bas-Saint-Laurent. Hace parte de las circunscripciones electorales de Matapédia a nivel provincial y de Matapédia−Matane a nivel federal.
La palabra micmac amqui, también deletreada como humqui, ankwi, y unkoui, significa "lugar de diversión o placer". Esto se refiere probablemente a la ubicación como un lugar de reunión festivo en el pasado de los nativos americanos, quienes mantuvieron presencia en esta área hasta principios del siglo XX.

## Geografía
Amqui se encuentra ubicada en las coordenadas 48°28′00″N 67°26′00″O / 48.46667, -67.43333. Según Statistics Canada, tiene una superficie total de 120.81 km² y es una de las 1135 municipalidades en las que está dividido administrativamente el territorio de la provincia de Quebec.

## Demografía
Según el censo de 2011, había 6322 personas residiendo en esta ciudad con una densidad poblacional de 52.3 hab./km². Los datos del censo mostraron que de las 6261 personas en 2006, en 2011 el cambio poblacional fue un aumento de 61 habitantes (1%). El número total de inmuebles particulares resultó de 2925 con una densidad de 0.3 inmuebles por km². El número total de viviendas particulares que se encontraban ocupadas por residentes habituales fue de 2801.